# 199
199（百九十九、ひゃくきゅうじゅうきゅう）は自然数、また整数において、198の次で200の前の数である。

## 性質
- 199は46番目の素数である。1つ前は197、次は211。
  - 約数の和は200。
    - 約数関数から導き出される数列 {\displaystyle a_{n}=\sigma (a_{n-1})} はその初期値によって異なる数列になる。異なる数列になる20番目の初期値(最小の値)を表す数である。1つ前は197、次は218。(ただし1を除く)(オンライン整数列大辞典の数列 A257348)
- 197と199は15番目の双子素数である。1つ前は (191, 193) 、次は (227, 229) 。
- (191, 193, 197, 199) は4番目の四つ子素数である。1つ前は (101, 103, 107, 109) 、次は (821, 823, 827, 829) 。
- 199 = 199 + 0 × i (iは虚数単位)
  - a + 0 × i (a > 0) で表される24番目のガウス素数である。1つ前は191、次は211。
- 10進数表記において桁を逆に並べても素数となる15番目のエマープである。 1つ前は179、次は311。
  - 1,9,9 からできるどの3桁の整数もすべて素数となる最も小さな数を表す11番目の数である。1つ前は113、次は337。(オンライン整数列大辞典の数列 A258706)
  - 1,9,9 からできるどの3桁の整数もすべて素数となる16番目の数である。1つ前は131、次は311。(オンライン整数列大辞典の数列 A003459)
  - 各桁の並び順を変えないで入れ替えてできる数がすべて素数となる17番目の数である。1つ前は197、次は311。(オンライン整数列大辞典の数列 A068652)
- 1 と 9 を使った3番目の素数である。1つ前は191、次は911。(オンライン整数列大辞典の数列 A020457)
  - a = 1 、b = 9 のときの ab…b の形で表せる26番目の素数である。1つ前は97、次は211。ただし3桁では最小である。(オンライン整数列大辞典の数列 A061022)
  - 19…99 の形の2番目の素数である。1つ前は19、次は1999。(オンライン整数列大辞典の数列 A055558)
- 11番目のリュカ数である。1つ前は123、次は322。
- 12番目の 8n −1 型の素数である。この類の素数は x2 − 2y2 と表せるが、199 = 192 − 2 × 92 である。1つ前は191、次は223。
- 各位の和が19になる最小の数である。次は289。
  - 各位の和が n になる最小の数である。1つ前の18は99、次の20は299。(オンライン整数列大辞典の数列 A051885)
  - 各位の和が19になる数で素数になる最小の数である。次は379。(オンライン整数列大辞典の数列 A106759)
- 各位の平方和が163になる最小の数である。次は919。(オンライン整数列大辞典の数列 A003132)
  - 各位の平方和が n になる最小の数である。1つ前の162は99、次の164は688。(オンライン整数列大辞典の数列 A055016)
- 199 = 22 + 52 + 72 + 112
  - 異なる4つの素数の平方の和1通りで表せる最小の素数である。次は367(= 22 + 52 + 72 + 172)。
- 199 = 32 + 42 + 52 + 62 + 72 + 82
  - 6連続整数の平方和で表せる3番目の数である。1つ前は139、次は271。
- 199 = 2 × 100 − 1
  - 100n − 1 の形(末尾の2桁が99)で表せる最小の素数である。次は499。(オンライン整数列大辞典の数列 A095995)
  - 199 = 2 × 102 − 1
    - x = 10 のときの チェビシェフ多項式T2(x) = 2x2 − 1 の値とみたとき1つ前は161、次は241。(オンライン整数列大辞典の数列 A056220)
- 199 = 73 − 53 − 33 + 23
  - n = 3 のときの 7n − 5n − 3n + 2n の値とみたとき1つ前は19、次は1711。(オンライン整数列大辞典の数列 A135162)

## その他 199 に関連すること
- 第199代ローマ教皇は、インノケンティウス6世（在位：1352年12月18日～1362年9月12日）である。
- 年始から数えて199日目は7月18日、閏年は7月17日。
- ジョーダン・199は、ジョーダン・グランプリのフォーミュラ1カー。
- スカパー!のCh199は、スカチャン199。
- ダラス (USS Dallas, DD-199) は、アメリカ海軍の駆逐艦。
- マニング (USS Manning, DE-199) は、アメリカ海軍の護衛駆逐艦。
- トートグ (USS Tautog, SS-199) は、アメリカ海軍の潜水艦。
- アヴィア S-199 は、第二次世界大戦後にチェコスロバキアで製造されたメッサーシュミット Bf109戦闘機。
- 日本の劇映画『ゴーカイジャー ゴセイジャー スーパー戦隊199ヒーロー大決戦』には歴代スーパー戦隊シリーズ作品に登場した199のヒーローが出演する。